# 罗兰·泰勒
罗兰·泰勒（英語：Rowland Taylor，1510年10月6日—1555年2月9日），英格兰東部薩福克郡哈德利人。於1555年血腥玛丽执政期间殉道。